# Vittoria Puccini
Vittoria Puccini (Firenze, 18 novembre 1981) è un'attrice italiana.

## Biografia

### Origini e famiglia
Figlia di Giusto Puccini, professore ordinario di diritto pubblico, e di Laura Morozzi, insegnante elementare, consegue la maturità classica presso il Liceo Ginnasio Michelangiolo di Firenze e, in seguito, frequenta Giurisprudenza all'università (senza però dare alcun esame).
Vittoria Puccini è cugina per parte di madre di Orsola Branzi, conduttrice radiofonica nota come la Pina, e nipote acquisita di Andrea Branzi, architetto e designer. Inoltre, sempre da parte di madre, è cugina di Sofia Viscardi, youtuber e scrittrice milanese.

### Anni duemila
Esordisce nel 2000 interpretando il ruolo di Gaia nel film Tutto l'amore che c'è, diretto da Sergio Rubini. Nel 2001 appare in televisione nella miniserie televisiva in due puntate La crociera, regia di Enrico Oldoini, e l'anno successivo nel film TV Sant'Antonio di Padova, regia di Umberto Marino; inoltre nel 2002 torna ancora sul grande schermo con il film Paz!, diretto da Renato De Maria. Ottiene la consacrazione con la serie televisiva Elisa di Rivombrosa (2003), grazie alla quale vince il Telegatto come personaggio femminile dell'anno. La serie, in tredici puntate, ambientata nel Piemonte del Settecento e ispirata al romanzo inglese Pamela, o la virtù premiata di Samuel Richardson, racconta la travagliata storia d'amore tra l'umile dama di compagnia Elisa Scalzi e il conte Fabrizio Ristori (Alessandro Preziosi). Diretta da Cinzia TH Torrini, è stata trasmessa da Canale 5.
Sempre in televisione nel 2004 interpreta il ruolo di Octavia in Imperium: Nerone. Nel 2005 è la protagonista del film Ma quando arrivano le ragazze?, regia di Pupi Avati. Nello stesso anno ritorna su Canale 5 con Elisa di Rivombrosa - Parte Seconda, per cui vince la "Telegrolla d'Oro" come migliore attrice di fiction per il ruolo di Elisa Scalzi Ristori. Sempre nello stesso anno interpreta il ruolo della Baronessa Maria Vetsera nel film televisivo Il destino di un principe, regia di Robert Dornhelm, che parla dei fatti di Mayerling, in onda nel 2006 con successo in Austria e in Germania, e in Italia, su Rai 1, il 17 dicembre del 2007. A settembre del 2006 inizia a girare la miniserie Le ragazze di San Frediano, tratto dall'omonimo romanzo di Vasco Pratolini, in onda nel 2007 su Rai 1. Gli altri protagonisti sono: Martina Stella, Chiara Conti, Camilla Filippi e Giampaolo Morelli.
Nel 2007 gira la miniserie TV La baronessa di Carini, regia di Umberto Marino, con Luca Argentero. A maggio dello stesso anno inizia le riprese del film Colpo d'occhio, regia di Sergio Rubini, di cui è protagonista insieme a Riccardo Scamarcio, nelle sale a marzo 2008. Per questo film riceve nuovamente il premio Diamanti al Cinema come migliore attrice protagonista ex aequo con Violante Placido alla Mostra del Cinema di Venezia 2008.
Nel 2009 gira le miniserie televisiva Tutta la verità, diretta nuovamente da Cinzia TH Torrini, in onda su Rai 1 in due puntate. Sullo stesso canale, Vittoria Puccini è presente anche nella miniserie C'era una volta la città dei matti..., regia di Marco Turco, incentrata sulla vita e sull'attività di Franco Basaglia, lo psichiatra che ha ispirato la legge 180/78 che regola l'assistenza psichiatrica in Italia. Sempre nel 2009, il regista Gabriele Muccino la sceglie come coprotagonista nel film Baciami ancora, sequel del già noto L'ultimo bacio, nel quale Vittoria interpreta il ruolo di Giulia (interpretato da Giovanna Mezzogiorno nel film precedente). Altri interpreti Stefano Accorsi, Pierfrancesco Favino, Giorgio Pasotti.

### Anni duemiladieci
Nel 2010 gira fra Kenya e Salento il film La vita facile per la regia di Lucio Pellegrini, ancora con Pierfrancesco Favino e Stefano Accorsi. Nel settembre 2010 vince per la terza volta il premio Kinéo-Diamanti al cinema per l'interpretazione di Baciami ancora. Sempre durante la 67ª Mostra del Cinema di Venezia viene insignita del premio "L'Oréal Paris per il Cinema", dedicato ai giovani talenti con la motivazione: "Bella, talentuosa brava e apprezzata da critica e pubblico". A novembre 2010 ha iniziato le riprese della miniserie RAI Violetta, per la regia di Antonio Frazzi, liberamente tratta dall'opera di Giuseppe Verdi La traviata. Il 31 maggio 2011 riceve dall'Associazione Donne nell'Audiovisivo il "Premio Afrodite" 2011 come "Attrice dell'Anno".
Sempre nel 2011 è stata la madrina della 68ª Mostra internazionale d'arte cinematografica di Venezia. Nel dicembre 2013 è la protagonista della miniserie in due puntate Anna Karenina, in onda su Rai 1.
Nel gennaio 2014 esce nei cinema con la commedia Tutta colpa di Freud diretta da Paolo Genovese. Nel 2015 interpreta Oriana Fallaci nella fiction tv L'Oriana, che racconta la vita privata e professionale della giornalista; mentre a teatro è protagonista, insieme a Vinicio Marchioni, de La gatta sul tetto che scotta, il dramma teatrale di Tennessee Williams. Al cinema è nel cast del film Maraviglioso Boccaccio, ispirata al Decameron di Giovanni Boccaccio, che racconta la storia di dieci giovani costretti a rifugiarsi in campagna per via dell'ondata di peste che aveva colpito il capoluogo Toscano. Nel 2016 è protagonista della commedia Tiramisù accanto a Fabio De Luigi, quest'ultimo nelle doppie vesti di attore e regista.
Nel 2019 è protagonista, insieme a Francesco Scianna, della serie televisiva Il processo, considerata come il primo esempio di legal thriller italiano. Distribuita originariamente da Canale 5, questa serie verrà poi inclusa anche nella library di Netflix.
Nel 2019 interpreta Monica, protagonista della serie Rai Mentre ero via.

### Anni duemilaventi
Dal 9 giugno 2020 è presidente dell'associazione UNITA (Unione Nazionale Interpreti Teatro e Audiovisivo).
Nel 2021 viene candidata ai David di Donatello come miglior attrice protagonista per il ruolo di Elisa nel film 18 regali.
Sempre nel 2021, Puccini è la protagonista della miniserie televisiva Rai La fuggitiva, in cui interpreta il ruolo di Arianna Comani. Nel 2022 è nuovamente la protagonista di una fiction televisiva della Rai, dal titolo Non mi lasciare, in cui ricopre il ruolo di Elena Zonin.
Nel 2025 c'è un nuovo lavoro da attrice protagonista in una serie Rai, Belcanto, in cui Puccini interpreta il ruolo di Maria Cuoio.

## Vita privata
Dal 2004 al 2010 ha avuto una relazione con Alessandro Preziosi, conosciuto sul set di Elisa di Rivombrosa, e dal quale ha avuto una figlia, Elena. Dal 2013 ha una relazione con il fotografo Fabrizio Lucci.

## Filmografia

### Cinema
- Tutto l'amore che c'è, regia di Sergio Rubini (2000)
- Paz!, regia di Renato De Maria (2002)
- Ma quando arrivano le ragazze?, regia di Pupi Avati (2005)
- Colpo d'occhio, regia di Sergio Rubini (2008)
- Baciami ancora, regia di Gabriele Muccino (2010)
- La vita facile, regia di Lucio Pellegrini (2011)
- Acciaio, regia di Stefano Mordini (2012)
- Magnifica presenza, regia di Ferzan Özpetek (2012)
- Io non ti conosco, regia di Stefano Accorsi (2013) - cortometraggio
- Tutta colpa di Freud, regia di Paolo Genovese (2014)
- Maraviglioso Boccaccio, regia di Paolo e Vittorio Taviani (2015)
- Tiramisù, regia di Fabio De Luigi (2016)
- The Place, regia di Paolo Genovese (2017)
- Cosa fai a Capodanno?, regia di Filippo Bologna (2018)
- 18 regali, regia di Francesco Amato (2020)
- Quasi orfano, regia di Umberto Carteni (2022)
- Vicini di casa, regia di Paolo Costella (2022)
- Il primo giorno della mia vita, regia di Paolo Genovese (2023)
- Una gran voglia di vivere, regia di Michela Andreozzi (2023)
- Confidenza, regia di Daniele Luchetti (2024)
- Follemente, regia di Paolo Genovese (2025)
- Incanto, regia di Pier Paolo Paganelli (2025)

### Televisione
- La crociera, regia di Enrico Oldoini – miniserie TV (2001)
- Sant'Antonio di Padova, regia di Umberto Marino – film TV (2002)
- Elisa di Rivombrosa – serie TV, 26 episodi (2003-2005)
- Nerone, regia di Paul Marcus – miniserie TV (2004)
- Il destino di un principe (Kronprinz Rudolf/Kronprinz Rudolfs letzte Liebe), regia di Robert Dornhelm – film TV (2006)
- Le ragazze di San Frediano, regia di Vittorio Sindoni – miniserie TV (2006)
- La baronessa di Carini, regia di Umberto Marino – miniserie TV (2007)
- Tutta la verità, regia di Cinzia TH Torrini – miniserie TV (2009)
- C'era una volta la città dei matti..., regia di Marco Turco – miniserie TV (2010)
- Violetta, regia di Antonio Frazzi – miniserie TV (2011)
- Altri tempi, regia di Marco Turco – miniserie TV (2013)
- Anna Karenina, regia di Christian Duguay – miniserie TV (2013)
- L'Oriana, regia di Marco Turco – miniserie TV (2015)
- Romanzo famigliare – serie TV (2018)
- Mentre ero via – serie TV (2019)
- Il processo – serie TV (2019)
- La fuggitiva – serie TV (2021)
- Non mi lasciare – serie TV (2022)
- Belcanto – serie TV (2025)

## Teatro
- La gatta sul tetto che scotta, di Tennessee Williams, regia di Arturo Cirillo (2014)

## Doppiaggio
- Hattie Morahan in La bella e la bestia[21]

## Videoclip
- Insolita de Le Vibrazioni (2008)
- Ancora qui di Renato Zero (2009)
- Baciami ancora di Jovanotti (2010)
- Tutto questo sei tu di Ultimo (2019)

## Riconoscimenti
- David di Donatello
  - 2021 – Candidatura alla migliore attrice protagonista per 18 regali

### Altri premi
- Telegatto come personaggio femminile dell'anno (2004)
- Telegrolla per Elisa di Rivombrosa (2004)
- Telegrolla per Elisa di Rivombrosa - parte seconda (2006)
- Premio Diamanti al Cinema come migliore attrice protagonista, alla Mostra del Cinema di Venezia 2005
- Premio Diamanti al Cinema come migliore attrice protagonista, ex aequo con Violante Placido, alla Mostra del Cinema di Venezia 2008
- Premio Golden Goblet Award come migliore attrice protagonista alla 13ª edizione del Festival Internazionale del Film di Shanghai 2010
- Premio come migliore attrice per la categoria Miniserie, assegnato dalla Giuria Sorrisi e Canzoni TV per Tutta la verità
- Premio Diamanti al Cinema come migliore attrice protagonista, alla Mostra del Cinema di Venezia 2010
- Premio L'Oréal Paris: riconoscimento al talento e alla bellezza di giovani attrici italiane, alla Mostra del Cinema di Venezia 2010
- Premio Afrodite 2011 assegnato dall'Associazione Donne nell'Audiovisivo come "attrice dell'anno"
- Premio come migliore attrice per la categoria Miniserie, assegnato dalla Giuria Sorrisi e Canzoni TV per  Violetta
- Premio come Miglior attrice al Busto Arsizio Film Festival 2014 per Tutta colpa di Freud